# Polizeihaftlager Borgo San Dalmazzo
Das Polizeihaftlager Borgo San Dalmazzo in der früheren Alpinikaserne in Borgo San Dalmazzo (Provinz Cuneo an der französisch-italienischen Grenze) war ein Sammellager für Deportationen italienischer Juden und solcher aus anderen Staaten in deutsche Vernichtungslager.
Es bestand nach dem Waffenstillstand von Cassibile unter Leitung der SS vom 18. September 1943 an etwa drei Monate lang und dann noch einmal gut zwei Monate bis 13. Februar 1944 unter Kontrolle der nach der Befreiung von Benito Mussolini von Deutschland eingesetzten faschistischen Republik von Salò.

## Vorgeschichte
Die Vichy-Regierung verlangte ab 1941 in dem nicht von deutschen Truppen besetzten Teil Frankreichs von ausländischen Juden, dass sie sich in besonders ausgewiesenen Gebieten aufhalten sollten (Residenzpflicht). Dies traf unter anderem für Saint-Martin-Vésubie zu, einem 1.300 Einwohner zählenden Ort auf 700 m Meereshöhe in den Alpes-Maritimes, etwa 60 km nördlich von Nizza zu.
Im Kriegsverbund der sogenannten Achsenmächte hatte die italienische Armee im November 1942 über das ehemals piemontesische Gebiet um Monaco und Nizza hinaus einen Teil Südfrankreichs besetzt. Sie duldete die Juden in ihrem Machtbereich. Die Tatsache, dass sie nicht verfolgt und schon gar nicht an die Deutschen ausgeliefert wurden, bot Tausenden von jüdischen Bürgern, die sich bereits mehrere Jahre in Frankreich vor der vorrückenden deutschen Armee immer wieder auf der Flucht befanden, ein gewisses Maß an Sicherheit. Sie kamen aus den verschiedensten Ländern Europas: Polen, Deutschland, Ungarn, Österreich, der Slowakei, Rumänien, Griechenland, Belgien, Frankreich, der Türkei und der Sowjetunion.
Der Waffenstillstand zwischen Italien und den Alliierten vom 8. September 1943 stellte die Situation auf den Kopf. Die deutschen Truppen und SS-Einheiten entwaffneten auf den Kriegsschauplätzen die von der eigenen Regierung nicht informierten italienischen Soldaten und internierte Hunderttausende von ihnen. Die italienische Armee zog sich aus Frankreich zurück und ein Großteil der Juden Südfrankreichs floh ebenfalls nach Italien (Piemont), da man dort wieder Sicherheit erwartete. Allein aus Saint-Martin-Vésubie versuchten zwischen 800 und 1.100 Personen zu Fuß über zwei Alpenpässe von 2.400 m Höhe die Provinz Cuneo zu erreichen, zu der die Kleinstadt Borgo San Dalmazzo am Fuße der Alpen gehört. Für die anderen bewahrheiteten sich die schlimmsten Befürchtungen. Am 22. September 1943 spürten die Deutschen alle auf, die wegen der körperliche Anstrengungen in Saint-Martin geblieben waren, nahmen sie fest und deportierten sie in Vernichtungslager.

## Polizeihaftlager SS/SD

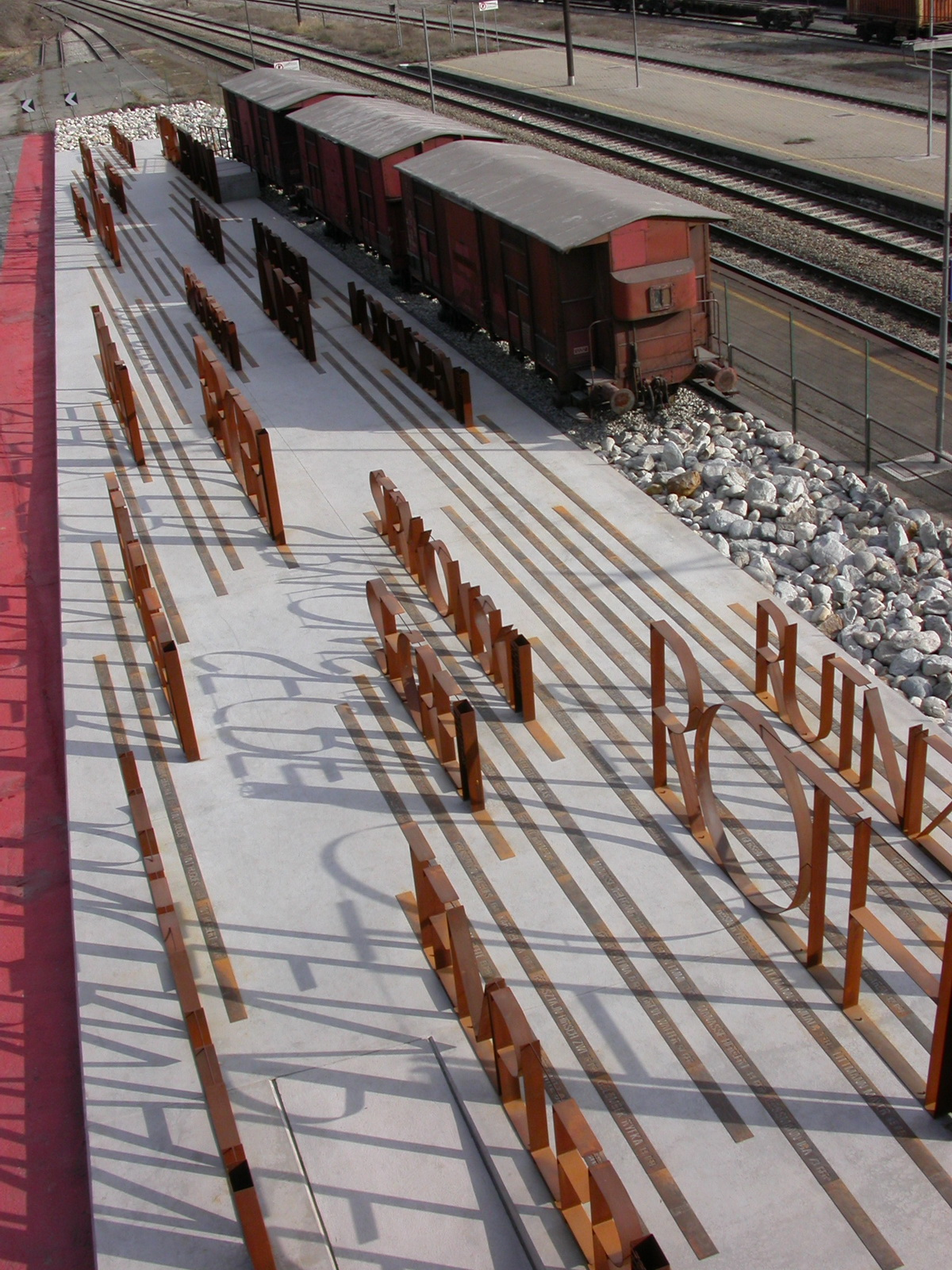
Mahnmal für die Deportierten am Bahnhof

Das Schicksal vieler Geflüchteter war kaum besser, denn der erhoffte Schutz im Piemont kehrte sich ins Gegenteil um. Deutsche Truppen waren bereits am 12. September in Norditalien einmarschiert, hatten den gefangenen Mussolini befreit und unter dessen Leitung einen faschistischen Marionettenstaat, die „Italienische Sozialrepublik“ bzw. „Regierung von Salò“ errichtet. Eine von Joachim Peiper befehligte Kompanie des 2. Bataillons der Leibstandarte SS Adolf Hitler richtete ihr Kommando in einer aufgelassenen Kaserne der italienischen Gebirgsjäger (Alpini) in Borgo San Dalmazzo ein und befahl am 18. September allen „Ausländern“ (die jüdischen Flüchtlinge), sich dort einzufinden. Im improvisierten Polizeihaftlager hielt man zunächst 349 Flüchtlinge fest. Die zehn Tage danach ebenfalls internierten Juden Cuneos wurden später wieder freigelassen.
Von den Flüchtlingen aus Südfrankreich verschleppte man am 21. November 1943 mindestens 328 über Nizza ins Sammel- und Durchgangslager Drancy bei Paris. Liliana Picciotto Fargion hat die Schicksale von 326 Deportierten so weit wie möglich nachverfolgt: sie verließen das Durchgangslager Drancy mit drei Transporten am 7. und 17. Dezember 1943 sowie am 20. Januar 1944 Richtung Auschwitz. Vermutlich haben nur zehn von ihnen überlebt.
Daneben gab es im Piemont großartige Beispiele für mutige Unterstützung der Flüchtlinge, die sich trotz der hinter ihnen liegenden körperlichen Strapazen der Verhaftung durch die SS entziehen konnten. So gaben einheimischen Familien Unterschlupf und Hilfe bei der Weiterreise in sichere Gebiete. Geistliche hatten ein Hilfsnetzwerk eingerichtet. Einige wenige Flüchtlinge entgingen der Deportation am 21. November nach Drancy, vor allem Kranke, die im Krankenhaus von Cuneo behandelt und dort vom Personal versteckt wurden.

## Provinzkonzentrationslager der RSI
Mit der Polizeiverordnung Nr. 5 der Sozialrepublik Italien (RSI) vom 30. November 1943 erging die Aufforderung an die italienischen Behörden, alle im italienischen Staatsgebiet wohnhaften Juden in Konzentrationslager zu bringen. Die Verhafteten kamen zuerst in das Quästurgefängnis und wurden dann in Provinzkonzentrationslager (campi di concentramento provinciali) überstellt.
Die italienische Polizei setzte die ersten Opfer – aus der Gemeinde Saluzzo – in dem von der SS geleerten Lager Borgo San Dalmazzo, das als Provinzkonzentrationslager genutzt wurde, Anfang Dezember 1943 fest. Die insgesamt 26 Gefangenen (deren Schicksal ebenfalls dokumentiert ist) wurden am 15. Februar 1944 ins Durchgangslager Fossoli überstellt. 23 von ihnen verließen Fossoli in Richtung Auschwitz mit dem Transport vom 22. Februar 1944, in dem sich auch der Schriftsteller Primo Levi befand, der am 13. Dezember 1943 im Aostatal gefasst worden war. Nur zwei Überlebende sind bekannt.